# Catene (film 1949)
Catene è un film italiano del 1949 diretto da Raffaello Matarazzo.

## Trama
Napoli: Guglielmo Aniello e Rosa Carrisi sono una coppia felicemente sposata con due figli, Tonino e Angelina, che vive insieme all'anziana madre di lui, Amalia; l'uomo è un meccanico e proprietario di una piccola officina, che gestisce aiutato anche dal figlio maggiore Tonino, di 10 anni.
Un giorno, un ladro d'auto è costretto a lasciare il mezzo da lui rubato a un meccanico per via di un guasto, e va proprio nell'officina di Guglielmo, ma il complice Emilio insiste perché porti subito via l'auto, per timore di essere scoperto. Arrivati in officina, vi trovano però solo Rosa e insistono affinché questa permetta loro di portare via l'auto; Emilio riconosce però nella donna un suo vecchio amore.

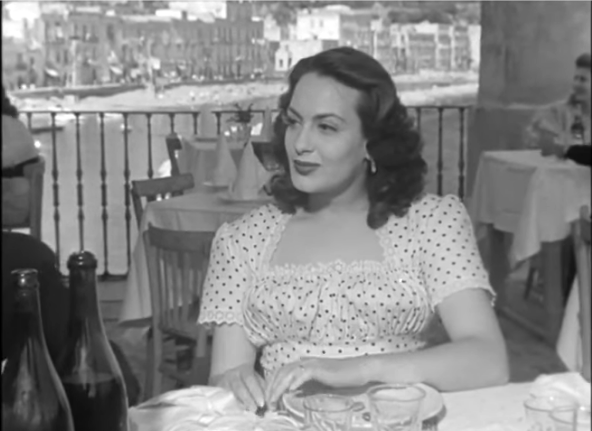
Yvonne Sanson in una scena del film

Il giorno seguente Guglielmo vede sul giornale la notizia del furto dell'auto e va subito alla polizia per aiutarli nelle indagini. La banda viene arrestata ma non Emilio, che riesce a farla franca, e inizia a insidiare Rosa, minacciando la donna di far leggere al marito una sua vecchia lettera nella quale lei si dichiarava innamorata di lui.
Poco tempo dopo Emilio si presenta a Guglielmo, offrendogli il suo aiuto per ingrandire la sua attività e l'uomo accetta. Rosa lo va a cercare nel suo albergo implorandolo di andare via da Napoli. Durante un pranzo con degli amici in un ristorante sul mare, arriva per caso Emilio, e Rosa, sulle note della canzone Torna, ripensa ai momenti passati con lui e non si ritrae quando Emilio le prende di nascosto la mano; il figlio Tonino è l'unico ad accorgersene.
Emilio va un'ultima volta a casa di Rosa, dovendo annullare l'accordo per un viaggio in America, ma chiede ugualmente un appuntamento alla donna. L'uomo invia anche una lettera alla donna con un ultimatum: se non andrà all'appuntamento, lui parlerà con Guglielmo. Tonino cerca in tutti i modi di trattenere a casa la madre senza riuscirci, ma Angelina, con assoluta innocenza, rivela al padre l'esistenza della lettera. Rosa è intanto arrivata da Emilio e disperata lo minaccia con una pistola senza riuscire a sparare. Sopraggiunge Guglielmo che, dopo aver fatto uscire la donna, affronta il rivale uccidendolo con un colpo di pistola.
L'uomo decide di scappare per non finire in galera, nonostante la madre e i figli cerchino di convincerlo a restare; lui però li fa giurare di non far entrare mai più Rosa in casa loro. Tornata dalla stazione di polizia, Rosa viene scacciata in malo modo dalla suocera, che le fa trovare la valigia già pronta. Mentre Guglielmo riesce a imbarcarsi come clandestino per gli Stati Uniti.
Nel frattempo Guglielmo viene scoperto dalla polizia in Ohio e riportato subito in Italia, dove inizia il processo: Rosa è disposta a tutto pur di salvare il marito dalla prigione, e perciò dichiara il falso dicendo che era l'amante di Emilio; in questo modo la difesa può invocare il delitto d'onore e ottenere l'assoluzione di Guglielmo. Il piano funziona e l'uomo viene rilasciato. L'avvocato lo convoca per spiegargli quanto successo, e per convincerlo dell'assoluta fedeltà di Rosa.
Intanto la donna, stremata e sofferente, sta contemplando addirittura il suicidio: tuttavia il marito arriva fortunatamente appena in tempo, dicendole che le crede e che le ha sempre creduto in realtà. Così i due possono finalmente riunirsi e tornare a vivere in pace e sereni con i loro due figli.

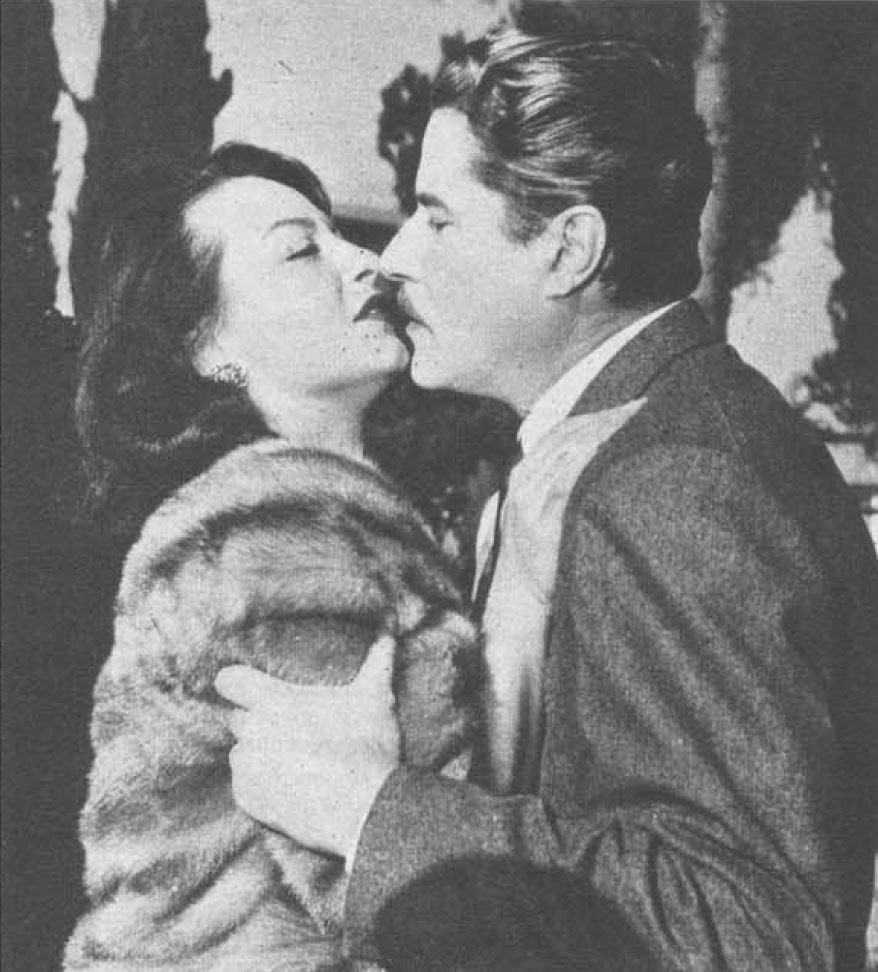
Gli "amanti" protagonisti Yvonne Sanson ed Amedeo Nazzari

## Produzione

### Sviluppo
Catene fu uno dei primi film del dopoguerra della Titanus, dopo che la casa nel 1943, in seguito all'occupazione nazista di Roma, interruppe le produzioni per dedicarsi unicamente alla distribuzione cinematografica.
Diretto da Raffaello Matarazzo, regista attivo già durante il ventennio fascista (in cui aveva realizzato prevalentemente commedie e polizieschi) sarà il primo di una lunga serie di suoi film sentimentali strappalacrime, che appassionarono il pubblico italiano per tutta la prima metà degli anni cinquanta, nonostante l'atteggiamento molto sfavorevole della critica cinematografica del tempo, che solo negli anni settanta rivaluterà queste pellicole (coniando appositamente il termine neorealismo d'appendice).

### Cast
Protagonisti della pellicola furono Amedeo Nazzari (divo per antonomasia del cinema italiano durante il periodo fascista) e l'attrice di origine greca Yvonne Sanson, doppiata da Dhia Cristiani (che in seguito la doppierà in quasi tutti i suoi film successivi) che diventeranno la coppia-simbolo di questo filone cinematografico.

### Riprese
Gli interni del film furono realizzati negli studi della Titanus, situati a Roma, mentre gli esterni vennero girati in prevalenza a Napoli e dintorni; in particolare il ristorante visibile nel film è situato a Pozzuoli, mentre alcuni frammenti dei ricordi del passato di Rosa vennero girati al parco Virgiliano.

## Distribuzione
Il film venne distribuito nelle sale cinematografiche italiane il 29 ottobre del 1949.

## Accoglienza

### Incassi
Il film fu premiato al botteghino da un inaspettato quanto ragguardevole successo commerciale: con oltre 735 milioni di lire dell'epoca d'introito, risultò il maggior incasso in Italia della stagione cinematografica 1949-1950, facendo così la fortuna della Titanus Rappresentò anche uno dei film con maggiore incasso nella storia del cinema italiano fino a quel momento.

### Critica
Catene, nonostante il successo al botteghino, venne bistrattato dalla critica, sebbene avesse delle piccole venature neorealistiche, ed inizialmente anche dalla stessa casa di produzione (che in origine intendeva destinare questa pellicola solo ai circuiti minori di provincia).
Esattamente quarant'anni dopo la sua uscita nelle sale, Giuseppe Tornatore ne ha fatto una citazione, assieme ad altre tante pietre miliari del cinema italiano e non solo, in una scena del suo Nuovo Cinema Paradiso (1989).
Infine, tempo dopo, il film è stato selezionato tra i 100 film italiani da salvare.

## Opere correlate
- Nel 1974 il regista Silvio Amadio, già aiuto regista di Matarazzo in questo film, ne realizzò un rifacimento omonimo, che però non riuscì ad ottenere gli stessi riscontri del suo predecessore.[7]